# 1230er
Portal Geschichte | Portal Biografien | Aktuelle Ereignisse | Jahreskalender | Tagesartikel

◄ |
12. Jh. |
13. Jahrhundert
| 14. Jh. | ►

◄ |
1200er |
1210er |
1220er |
1230er
| 1240er | 1250er | 1260er | ►

1230 |
1231 |
1232 |
1233 |
1234 |
1235 |
1236 |
1237 |
1238 |
1239

## Ereignisse

### 1230
- Theodoros I. Komnenos Dukas erhebt Anspruch auf den byzantinischen Kaiserthron
- 9. März: Schlacht von Klokotniza – Niederlage der Truppen von Theodoros I. Komnenos
- 14. April: Choresm-Schah Dschalal ad-Din erobert die Stadt Ahlat
- 30. April: Beginn des Frankreichfeldzugs König Heinrichs III. von England
- 1230: König Alfons IX. von Leon erringt Sieg über Ibn Hud, Herrscher von al-Andalus
- 16. Mai: Vertrag von Kruschwitz zwischen Konrad von Masowien und dem Deutschen Orden
- Sommer: Kapitulation von Amalrich Barlais im Konflikt auf Zypern:
- 28. Juli: Friedrich II. wird Herzog von Österreich und Steiermark
- 28. August: Papst Gregor IX. hebt den Kirchenbann gegen Kaiser Friedrich II. auf
- 24. September: Ferdinand III. wird König von León, und vereinigt es mit Kastillien.
- 15. Dezember: Tod von Ottokar I. Přemysl und Thronübernahme in Böhmen durch Wenzel I.
- 1230/1240: Das Kudrun-Epos entsteht.

### 1231
- 1231 bis 1243: Stauferkaiser Friedrich II. erlässt das „Edikt von Salerno“ (auch „Constitutiones“): die erste gesetzlich fixierte Trennung der Berufe Arzt und Apotheker. Ärzte dürfen keine Apotheke besitzen oder daran beteiligt sein. Arzneimittelpreise wurden gesetzlich festgeschrieben, um Preistreiberei zu verhindern. Das Edikt von Salerno wurde Vorbild der Apothekengesetzgebung in ganz Europa.

### 1235
- 1235: Mainzer Landfriede.

### 1238
- 1238: Mongolen unter Batu Khan dringen in Russland ein.

### 1239
- 1239: Bann Friedrichs II. durch den Papst - Ein Machtkampf zwischen dem Papst und dem Kaiser beginnt, der mit dem Ende der Staufer-Dynastie endet.